# Double tournoi
Ne doit pas être confondu avec Double tournois.
Le double tournoi, en anglais dual tournament, est un format de compétition en phase de groupe utilisé notamment pour le sport électronique sur StarCraft II. Il a été démocratisé par GOMTV à la Global StarCraft II League (GSL), ce qui lui a valu le surnom de « format GSL ».

## Création
Le format de double tournoi a été démocratisé en 2011 par GOMTV lors de la Global StarCraft II League, sur StarCraft 2, pour éviter les matchs truqués, d'où le surnom de format GSL,. En effet, le format classique de tournoi toutes rondes utilisé jusqu'alors comportait des risques car certains matchs étaient sans enjeu,. Ce format avait à l'origine été utilisé lors de l'OnGameNet Starleague et de la MBCGame StarCraft League sur le jeu StarCraft: Brood War en 2001.

## Organisation
Ce format est adapté aux phases de groupes constitués de quatre joueurs par groupe. En résumé, il suffit de gagner deux matchs pour accéder aux deux premières places. Il est composé en tout de cinq matchs pour départager les compétiteurs, :
1. Les joueurs sont répartis en deux matchs aléatoirement et s'affrontent dans les deux premiers matchs.
2. Les deux gagnants s'affrontent dans le match des gagnants. Le vainqueur prend la première place du groupe.
3. Les deux perdants des deux premiers matchs s'affrontent dans le match des perdants. Le perdant prend la dernière place du groupe.
4. Le perdant du match des gagnants et le vainqueur du match des perdants se rencontrent dans le match décisif. Le gagnant de ce match prend la deuxième place du groupe. L'autre joueur prend la troisième place.

### Exemple
Voici un exemple en prenant quatre joueurs A (premier), B (deuxième), C (troisième) et D (quatrième).
| N° | Joueur   | P | M   |
| -- | -------- | - | --- |
| 1  | Joueur A | - | 2-0 |
| 2  | Joueur B | - | 2-1 |
| 3  | Joueur C | - | 1-2 |
| 4  | Joueur D | - | 0-2 |

| Joueur A | V | D | Joueur B |
| Joueur C | V | D | Joueur D |
| Joueur A | V | D | Joueur C |
| Joueur B | V | D | Joueur D |
| Joueur C | D | V | Joueur B |

## Avantages et inconvénients
L'avantage principal de ce format est que tous les matchs y ont un enjeu. Cela évite des matchs où par exemple, un des deux joueurs est déjà éliminé, ou les deux joueurs sont déjà éliminés. Chaque match est décisif où un joueur aura toujours une chance de se hisser en haut du classement s'il a un match à disputer. Un autre avantage est qu'il n'y a pas d'égalité, évitant les situations difficiles qui vont parfois jusqu'au pile ou face.
Un défaut de ce format est que la répartition des joueurs pour les premiers matchs est aléatoire, un joueur qui rencontre un autre avec un niveau plus faible peut plus facilement gagner deux matchs rapidement. Ce mode peut se montrer frustrant car deux joueurs peuvent se rencontrer deux fois, avec un résultat différent (exemple : A gagne contre B, C gagne contre D, A perd contre C, B gagne contre D, A rejoue contre B).

### Autres types de tournois
- Tournoi toutes rondes
- Système suisse
- Tournoi à double élimination
- Tournoi à deux tours